# 1980 a tudományban
Az 1980 a tudományban és a technikában.

## Biológia
- A Celltech az Egyesült Királyság első biotechnológiai cége.[1]

## Csillagászatésűrkutatás
- május 26. – Farkas Bertalan, az első – és eddig egyetlen – magyar űrhajós a Szojuz–36 fedélzetén elindul a világűrbe
- november 12. – A NASA Voyager–1 űrszondája közel kerül a Szaturnuszhoz, a bolygó legfelső rétegétől 77 000 mérföld távolságban repülve nagy felbontású képeket küld a Földre.

## Technika
- szeptember 5. – Svájcban megnyitják a Gotthárd-alagutat, a világ leghosszabb autópálya alagútját, mely 16,32 km-en keresztül fut Goschenen és Airolo között.

## Díjak
- Nobel-díj
  - Fizikai Nobel-díj: James Cronin és Val Fitch az "alapvető szimmetriaelvek sérülésének felfedezéséért a semleges K-mezon bomlásában".
  - Fiziológiai és orvostudományi Nobel-díj: Baruj Benacerraf, Jean Dausset, George D. Snell megosztva "a szövet-összeférhetőségi génkomplex felfedezéséért, melynek segítségével az immunrendszer képes megkülönböztetni a saját és az idegen szervezetek molekuláit".
  - Kémiai Nobel-díj: Paul Berg "a nukleinsavakkal kapcsolatos alapvető kutatásaiért, különös tekintettel a rekombináns-DNS-re"; illetve Walter Gilbert, Frederick Sanger "nukleinsavak alap szakaszainak meghatározása kapcsán."
  - Közgazdasági Nobel-emlékdíj: Lawrence Klein az "ökonometriai modellek megalkotásáért és ezeknek a gazdasági ingadozások és a gazdaságpolitika elemzésében való felhasználásáért."
- A Royal Society érmei
  - Copley-érem: Derek Barton
  - Darwin-érem: Sewall Wright
  - Davy-érem: Alan Woodworth Johnson
  - Hughes-érem: Francis Farley
  - Royal-érem: John Paul Wild, Henry Harris, Denys Wilkinson
  - Rumford-érem: William Frank Vinen
- Turing-díj: Edgar F. Codd
- Wolf-díjak
  - Agrártudomány: Karl Maramorosch
  - Fizika: Michael Fisher, Leo Kadanoff, Kenneth Wilson
  - Kémia: Henry Eyring
  - Orvostudomány: Cesar Milstein, Leo Sachs, James Gowans
- Wollaston-érem: Robert Minard Garrels

## Halálozások
- január 3. – Joy Adamson ausztriai születésű természetvédő (* 1910)
- január 8. – John Mauchly, az ENIAC számítógép egyik feltalálója (* 1907)
- február 7. – Secondo Campini sugárhajtással foglalkozó olasz mérnök (* 1904)
- április 21. – Alekszandr Ivanovics Oparin orosz, szovjet biokémikus (* 1894)
- május 28. – Rolf Nevanlinna finn matematikus (Nevanlinna-díj) (* 1895)
- június 18. – Kazimierz Kuratowski lengyel matematikus, a halmazelméleti topológia nemzetközileg elismert, kiemelkedő alakja, az MTA külső tagja(* 1896)
- július 4. – Gregory Bateson angol-amerikai antropológus, biológus, társadalomtudós, kibernetikus (* 1904)
- szeptember 8. – Willard F. Libby Nobel-díjas amerikai fiziko-kémikus (* 1908)
- október 21. – Hans Asperger osztrák gyermekorvos, gyógypedagógus (* 1906)
- november 4. – Elsie MacGill (született 1905), repülési mérnök, „A hurrikánok királynője”
- december 16. – Hellmuth Walter (született 1900), mérnök és feltaláló